# Victor Tafel
Victor Tafel (* 24. September 1881 in Adrianopel; † 25. Januar 1946 in Freiberg; vollständiger Name: Victor Eugen Tafel) war ein deutscher Metallurge. Er war ordentlicher Professor für Metallhüttenkunde und Direktor des Metallhüttenm. Instituts der TH Breslau.
Besondere Bekanntheit erlangte er durch seine Lehrbücher der Metallhüttenkunde.
Victor Tafel war ein Enkel des Theologen Johann Friedrich Immanuel Tafel. Mit seiner Frau Lotte geb. Roch hatte er vier Kinder. Mit dem ebenfalls an der TH Breslau lehrenden Wilhelm Tafel war er nur sehr entfernt verwandt (Vetter 4. Grades).
Seit seinem Studium an der Bergakademie Freiberg war er Mitglied des Corps Teutonia Freiberg.